# Église de l'Assomption-de-Notre-Dame de Rosières
L'église de l'Assomption-de-Notre-Dame est située à Rosières, dans l'Oise. Elle est affiliée à la paroisse Notre-Dame-de-la-Visitation du Haudouin.

## Galerie d'images

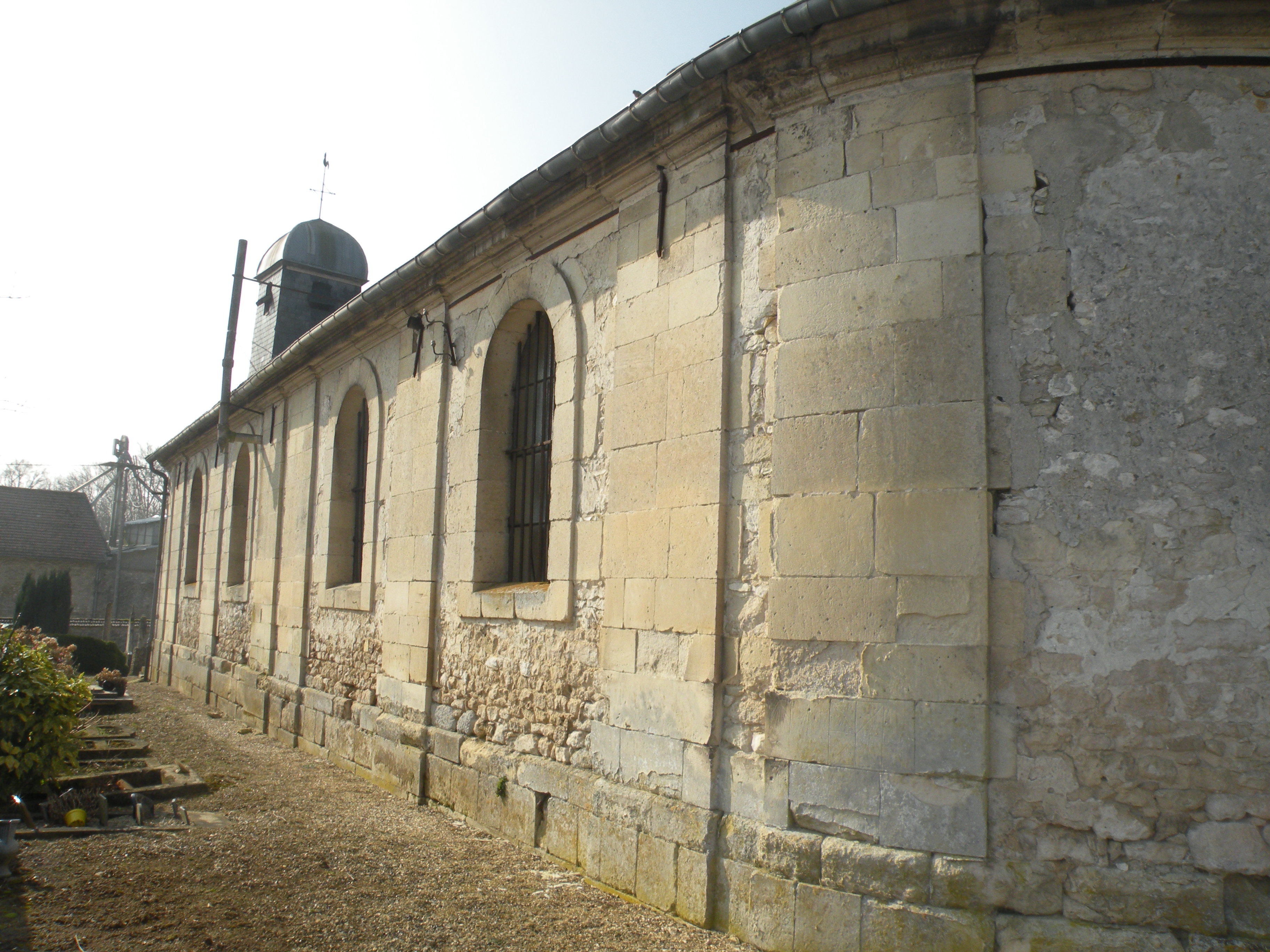
Le flanc
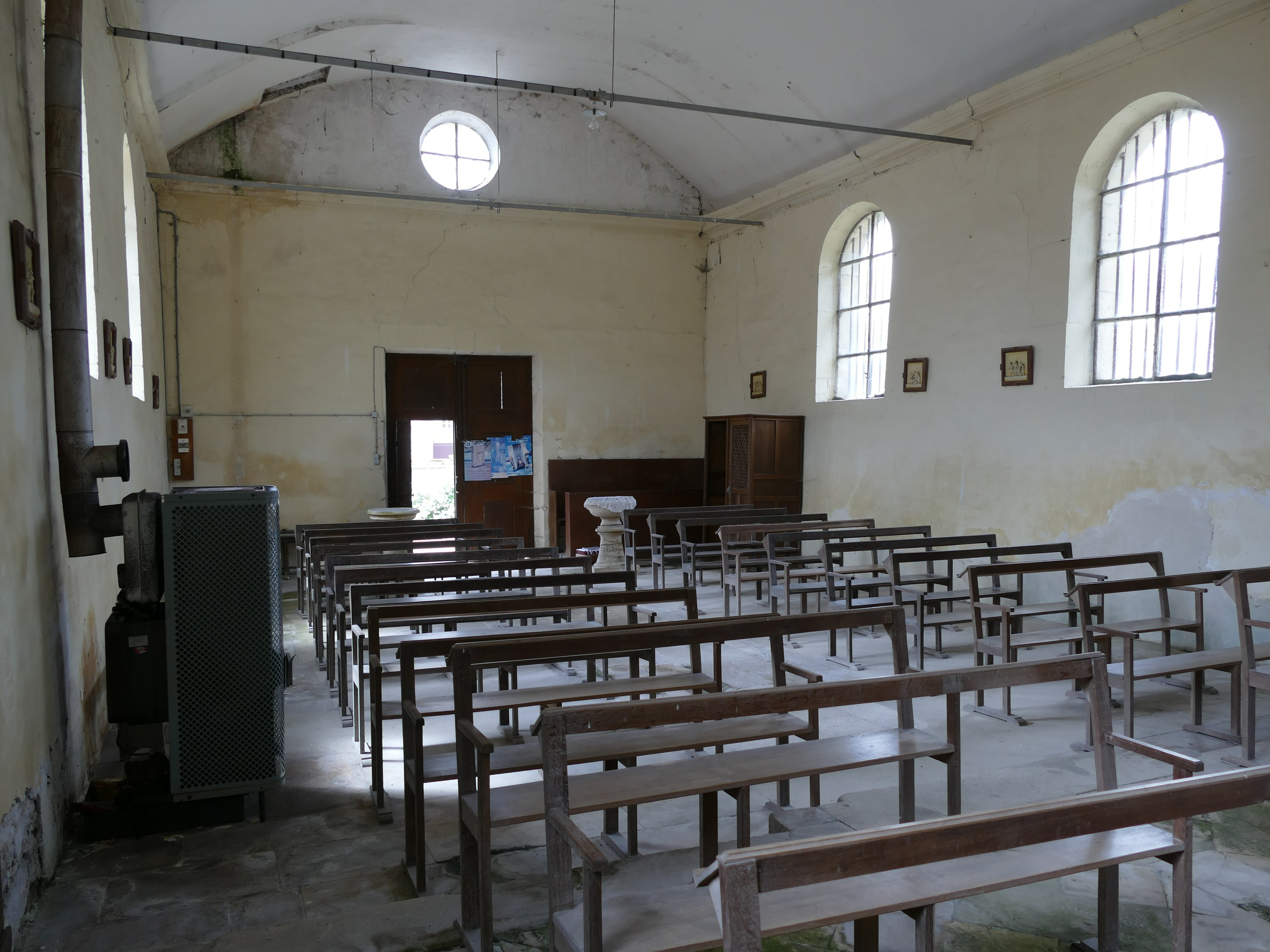
La nef
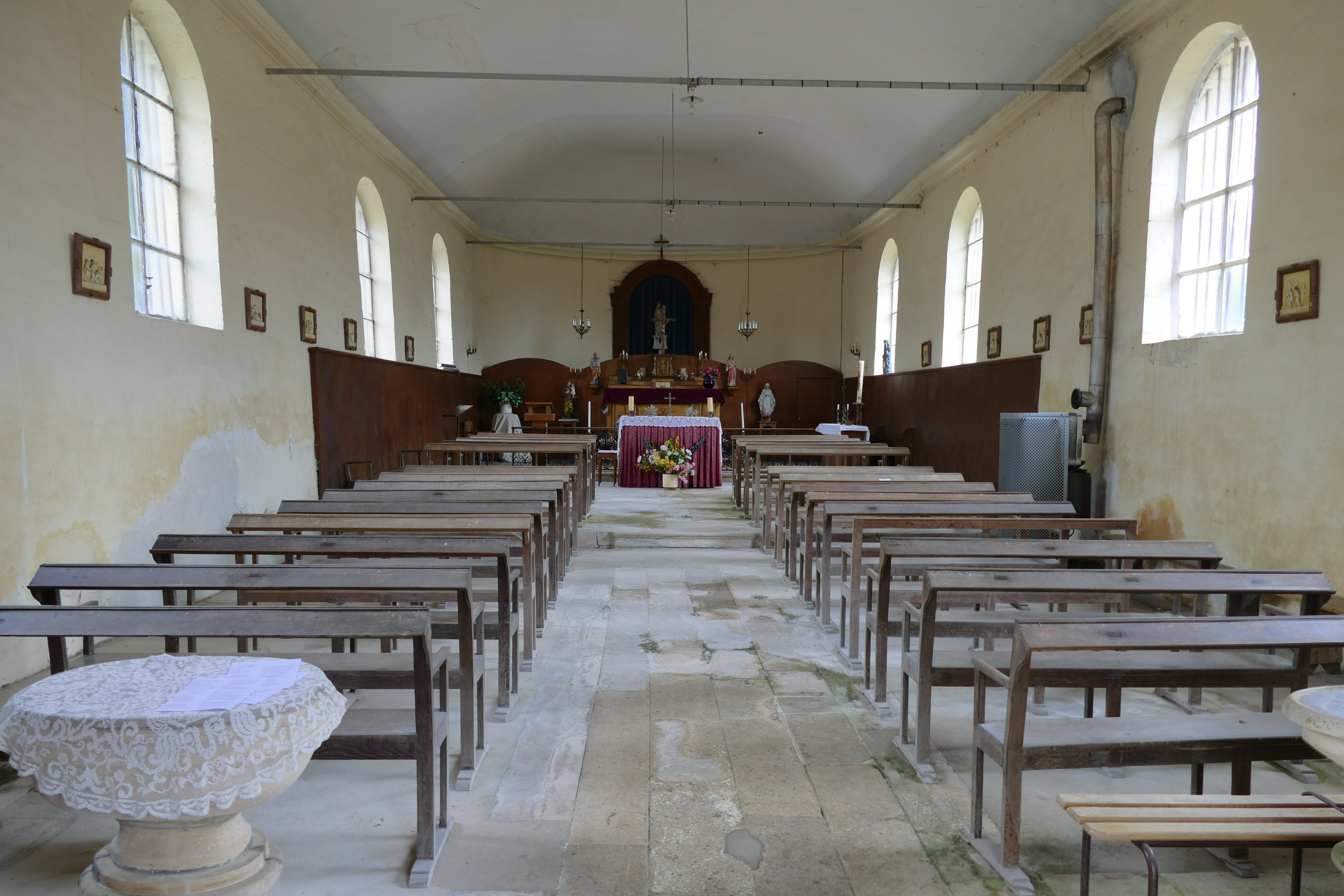
La nef
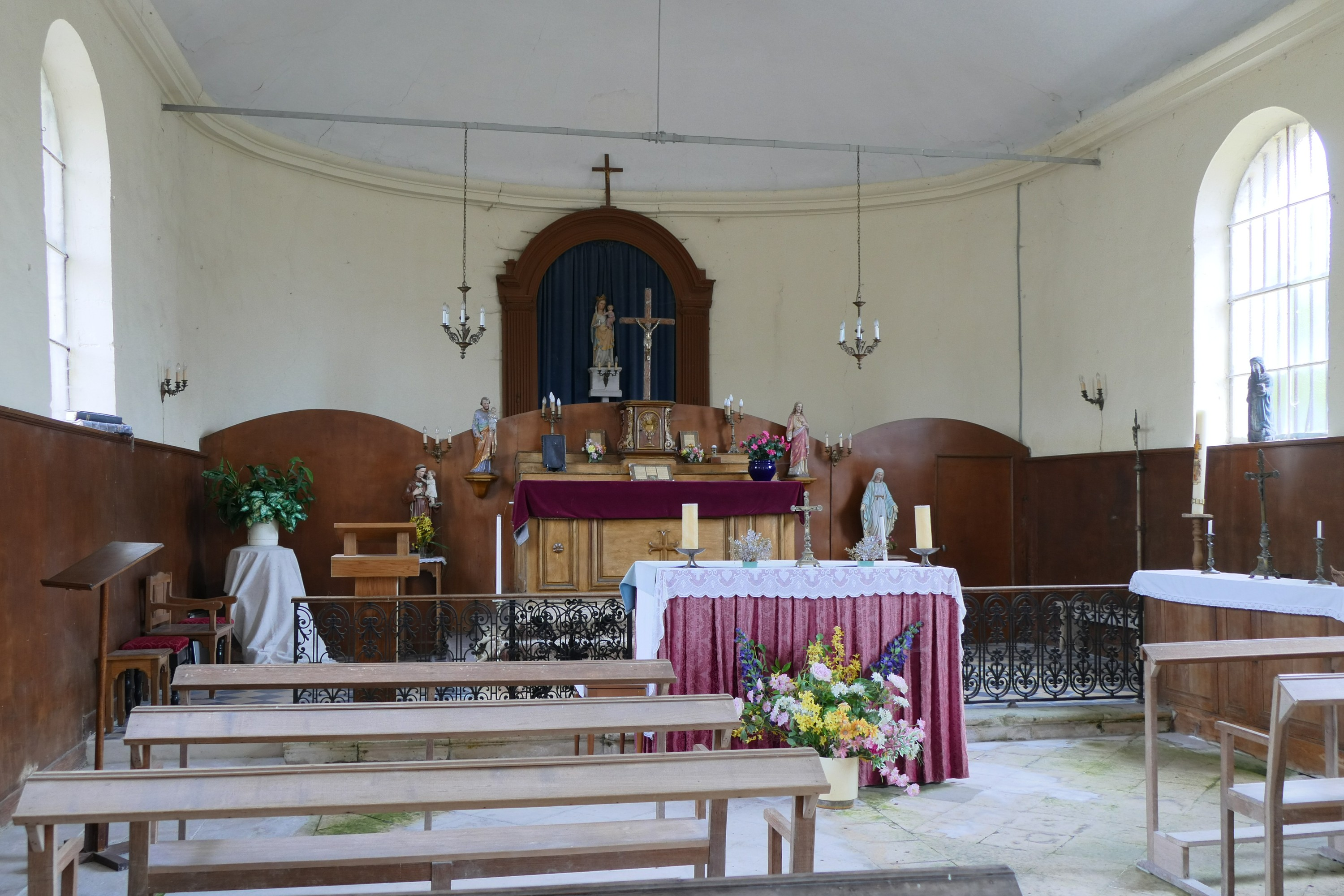
Le chœur
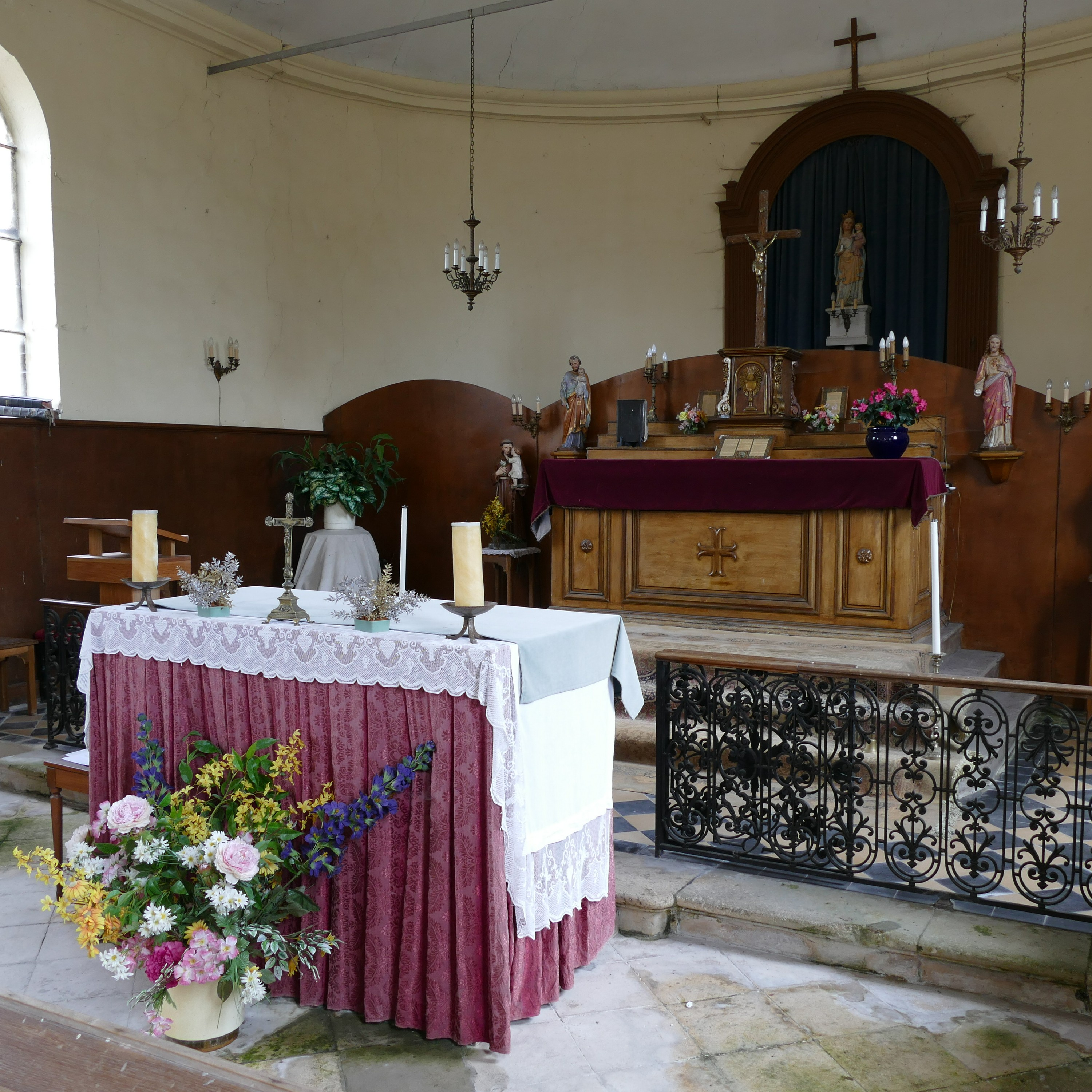
L'autel